# ستيفان إيك
ستيفان إيك هو سياسي ألماني، ولد في 8 يناير 1956 في هومبورغ في ألمانيا. نشط حزبياً في حزب حماية الحيوان والبيئة البشرية ‏. في انتخابات البرلمان الأوروبي في ألمانيا 2014 ‏، انتخب عضو في البرلمان الأوروبي عن دائرة ألمانيا لترشحه ضمن قائمة مستقل، وقد انضم خلال فترته النيابية (25 مايو 2014 – ) للكتلة البرلمانية اليسار المتحد الأوروبي-اليسار الأخضر النوردي.